# Sanchez Mira
Sanchez-Mira is een gemeente in de Filipijnse provincie Cagayan op het eiland Luzon. Bij de laatste census in 2007 had de gemeente ruim 23 duizend inwoners.

## Geografie

### Bestuurlijke indeling
Sanchez-Mira is onderverdeeld in de volgende 18 barangays:
| - Bangan - Callungan - Centro I - Centro II - Dacal - Dagueray - Dammang - Kittag - Langagan | - Magacan - Marzan - Masisit - Nagrangtayan - Namuac - San Andres - Santiago - Santor - Tokitok |

## Demografie
Sanchez-Mira had bij de census van 2007 een inwoneraantal van 23.044 mensen. Dit zijn 1.569 mensen (7,3%) meer dan bij de vorige census van 2000. De gemiddelde jaarlijkse groei komt daarmee uit op 0,98%, hetgeen lager is dan het landelijk jaarlijks gemiddelde over deze periode (2,04%). Vergeleken met de census van 1995 is het aantal mensen met 4.140 (21,9%) toegenomen.

De bevolkingsdichtheid van Sanchez-Mira was ten tijde van de laatste census, met 23.044 inwoners op 198,8 km², 95,1 mensen per km².